# Principio di tipicità
Il principio di tipicità (tipico deriva dal termine greco typikos che significa modello) è un principio giuridico generale che assume significati diversi nei contesti. 

## Diritto penale
Nel diritto penale il Principio di tipicità , anche definito come divieto di analogia, indica il fatto che la norma penale si applica unicamente agli accadimenti reali che effettivamente si riconnettono alla fattispecie astratta, senza che si possa ricorrere al principio di analogia.
Il principio di tipicità prevede che per ciascun reato debbano essere definiti gli elementi essenziali, che andranno a comporre la fattispecie astratta; e di conseguenza il disvalore necessario ad individuare, attraverso il principio di proporzionalità, la pena adeguata.

## Diritto commerciale
Nel diritto commerciale il Principio di tipicità indica il fatto che i diritti reali sono predeterminati dalla legge in un certo numero di figure, per questo dette tipiche, che non possono essere ulteriormente incrementate sulla base della volontà dei privati.

## Diritto amministrativo
Nel diritto amministrativo il Principio di tipicità indica il fatto che gli atti amministrativi sono da considerarsi un numerus clausus (numero chiuso) e proprio per questo motivo si identificano solo con quelli previsti per legge dall'ordinamento amministrativo italiano. Secondo il principio di tipicità le uniche fonti normative possibili sono quelle espressamente previste dalla Costituzione